# Kunnur, Shiggaon
Kunnur là một làng thuộc tehsil Shiggaon, huyện Haveri, bang Karnataka, Ấn Độ.